# Falloria xerophylla
Falloria xerophylla är en mångfotingart som först beskrevs av Shelley 1981.  Falloria xerophylla ingår i släktet Falloria och familjen Xystodesmidae. Inga underarter finns listade i Catalogue of Life.